# Lead (Musik)
Das Lead ist in der Musik die melodische Hauptlinie eines Titels. Besonders in der Popmusik erscheint der Leadsound als Teil des Refrains und charakterisiert somit ein Musikstück.
Im Refrain übernimmt der Leadsound die Ausführung der Hauptmelodie oder unterstützt den Refrain bei gesangslastigen Titeln polyphon. Das Lead individualisiert somit das jeweilige Musikstück.
Das Lead kann je nach Musikgattung variieren. Im Bereich der elektronischen Tanzmusik ist das Lead häufig ein Synthesizer-Sound auf Legato-Basis. Das Lead-Instrument eines Ensembles ist jenes, welches das Hauptthema des jeweiligen Stückes spielt.